# Haliaeetus
Haliaeetus – rodzaj ptaków z podrodziny jastrzębi (Accipitrinae) w obrębie rodziny jastrzębiowatych (Accipitridae).

## Zasięg występowania
Rodzaj obejmuje ptaki występujące od Ameryki Północnej (bielik amerykański), przez Europę (bielik zwyczajny) do Azji (bielik wschodni i bielik olbrzymi).

## Morfologia
Długość ciała 72–105 cm, rozpiętość skrzydeł 180–245 cm; masa ciała samic 2100–9000 g, samców 2000–6000 g.

## Systematyka
Rodzaj zdefiniował w 1809 roku francuski przyrodnik, botanik i zoolog Marie Jules César Savigny w rozdziale dotyczącym systematyki ptaków Egiptu i Syrii, opublikowanym w publikacji poświęconej opisowi Egiptu jaki przeprowadzono podczas wyprawy armii francuskiej. Gatunkiem typowym jest (oznaczenie monotypowe) bielik zwyczajny (H. albicilla).

### Etymologia
- Haliaeetus (Haliaetus, Haliaetos, Haliaethus): łac. haliaetus lub haliaetos ‘morski orzeł, rybołów’, od gr. ἁλιαιετος haliaietos ‘morski orzeł, rybołów’, od ἁλι- hali- ‘morski’, od ἁλς hals, ἁλος halos ‘morze’; αετος aetos ‘orzeł’[9].
- Ossifraga: łac. ossifraga ‘łamacz kości’, nazwa stosowana dla wielu dużych, kradnących pożywienie ptaków, od os, ossis ‘kość’; frango ‘łamać’[10]. Gatunek typowy (oznaczenie monotypowe): Falco albicilla Linnaeus, 1758.
- Cuncuma: nep. nazwa Kunkum dla bielika wschodniego[11]. Gatunek typowy (oryginalne oznaczenie): Haliaeetus albipes Hodgson, 1836 (= Aquila leucorypha Pallas, 1771).
- Thallasoaetus: gr. θαλασσα thalassa, θαλασσης thalassēs ‘morze’; αετος aetos ‘orzeł’[12]. Gatunek typowy (oznaczenie monotypowe): Aquila pelagica Pallas, 1811.

### Podział systematyczny
Do rodzaju należą następujące gatunki:
- Haliaeetus leucoryphus (Pallas, 1771) – bielik wschodni
- Haliaeetus pelagicus (Pallas, 1811) – bielik olbrzymi
- Haliaeetus albicilla (Linnaeus, 1758) – bielik zwyczajny
- Haliaeetus leucocephalus (Linnaeus, 1766) – bielik amerykański